# Лиутгер (граф в Харцгау)
Лиутгер (погиб 9 октября 1033 под Вербеном) — граф в Харцгау, Дерлингау, Нордтюринггау и Балсамгау. Возможный предок Супплинбургов. Известен по отрывочным сведениям в хрониках и документах первой трети XI века. Ввиду отрывочности сведений сложно установить, идет ли речь об одном человеке, или же под именем Лиутгер тогда действовало несколько человек.

## Биография

### Происхождение
В первоисточниках происхождение Лиутгера не указано. По одной гипотезе Лиутгер, граф в Харцгау в 1022—1033, был сыном Лотаря III фон Вальбек, братом Вернера, не названным Титмаром Мерзебургским по имени. Если полагать, что все упоминания Лиутгера в 1002—1033 относятся к одному и тому же человеку, то это невозможно. Но какую-то связь с Вальбекским домом можно допустить. Рейнхард Венскус предполагал, что упоминаемый в 1002—1033 годах Лиутгер был сыном Фридриха III графа в Харцгау.

### Правление
Первые сведения о Лиутгере относятся к началу XI века. По сообщению Титмара Мерзебургского, император Оттон III сместил Рикдага, дядю по матери маркграфа Лотаря, с должности графа в Харцгау и назначил Лиутгера, вассала хальберштадского епископа Арнульфа. Во время выборов в 1002 году будущий король Германии Генрих II пообещал Лотарю восстановить Рикдага в должности в обмен на поддержку. Что вскорости и произошло: Рикдаг упоминается как граф в Харцгау в 1003 году, а потом в 1009 году.
В императорской грамоте 1013 года Лиутгер упоминается как граф в Дерлингау и Нордтюринггау. В грамоте 1021 года — как граф в Нордтюринггау. Возможно, что тот же Лиутгер упомянут в грамотах 1022 и 1031 годов как граф в Харцгау. Если полагать этого Лиутгера тождественным Лиутгеру из сообщения Титмара, то получается, что ему удалось вернуть Харцгау. Согласно «Хильдесхаймским анналам», некий граф Лиутгер погиб в 1033 году в битве с лютичами под Вербеном. Память какого-то графа Лиутгера отмечена в люненбургском синодике 9 октября. Вероятно это Лиутгер погибший в 1033 году.

### Потомки

#### Предок Супплинбургов
Имя Лиутгер, которым иногда называли императора Лотаря Супплинбургского, владения в Нордтюрингау и Харцгау, которые потом перешли к графу Бернхарду, деду императора Лотаря II, позволяют предполагать, что Лиутгер был предком Супплинбургов, вероятно отцом Бернхарда, а также графа Лотаря.
Дети:
- Бернхард (умер после 1069), граф в Нордтюринггау и Харцгау, отец Гебхарда Супплинбургского, дед императора Лотаря II.
- Лотарь  (упомянут в 1049—1063), граф в Нордтюринггау, наследник части владений маркграфа Северной Марки Бернхарда II. Его происхождение неясно. Его относят как Супплинбургам, так и к Асканиям, Штаденам и Вальбекскому дому.

#### Потомок Вальбеков
Если принять гипотезу о вальбекском происхождении Лиутгера, он становится кандидатом в отцы графу Зигфриду II фон Вальбек, отцу Оды фон Вальбек (умер в 1152), генеалогию которой Саксонский анналист очевидно спутал (по хронике Саксонского анналиста, Ода была дочерью умершего в 991 году Зигфрида Вальбекского).
Дети:
- Зигфрид (упоминается в 1068 и 1083), граф Вальбека, граф в Нордтюринггау. Отец Оды фон Вальбек. Как граф Вальбека упоминается только в подложной грамоте 1087 года.

Андреас Тиле предполагал, что Лиутгер был одновременно потомком Вальбеков и предком Супплинбургов, сыном Лотаря III фон Вальбек и отцом Бернхарда и Зигфрида. Сейчас такая точка зрения непопулярна.